# Daily Mirror
Daily Mirror este un ziar tabloid din Marea Britanie înființat în anul 1903. Daily Mirror are un tiraj de 1.478.036 exemplare zilnic (martie - aprilie 2008). Ziarul este în proprietatea grupului de presă Trinity Mirror, care deține și ziarul Sunday Mirror.